# Баракчи, Пётр Николаевич
Пётр Николаевич Баракчи́ (рум. Petru Baracci; 25 июля 1929, Болград, Бессарабия, Румыния (ныне Одесская область, УССР) — 22 июля 2010, Кишинёв, Молдавия) — молдавский советский актёр, народный артист Молдавской ССР (1967).

## Биография
Окончил Ленинградский театральный институт имени А. Н. Островского.
Сценический дебют состоялся в 1952 г. на сцене Молдавского музыкально-драматического театра им. А. С. Пушкина (сейчас — Национальный театр имени М. Эминеску). Наиболее заметные роли — Петр I и Овидий.
Дебютировал в кинематографе в 1955 г. в фильме «Молдавские напевы» производства Одесской киностудии. В 1963 г. снялся в картине Эмиля Лотяну «Ждите нас на рассвете» производства «Молдова-фильм». Одной из значительных киноработ стала роль отца в фильме режиссёра Василе Паскару «Лебеди в пруду» («Плыл по воде лебедь»).
В 1978—2005 гг. — председатель Союза театральных деятелей Молдовы.

## Фильмография
- 1955 — Молдавские напевы — журналист Костя Елян — главная роль
- 1963 — Ждите нас на рассвете — начальник заставы
- 1973 — Дмитрий Кантемир
- 1974 — Долгота дня
- 1975 — Все улики против него —  Валерий Михайлович Ротару, заведующий гаражом
- 1975 — Конь, ружьё и вольный ветер — Маня, боярин
- 1975 — Что человеку надо — Захар Чумак
- 1976 — По волчьему следу
- 1977 — Когда рядом мужчина
- 1977 — Сказание о храбром витязе Фэт-Фрумосе — брат Иляны
- 1978 — Встреча — эпизод
- 1978 — Крепость — Опиц
- 1979 — Встреча с Паганини
- 1979 — И придёт день... — Унгуряну
- 1979 — Подготовка к экзамену
- 1980 — Дом Диониса
- 1980 — У Чёртова логова
- 1982 — Июньский рубеж
- 1982 — Лебеди в пруду — Якоб Пажур
- 1984 — Нескончаемый месяц Ковша
- 1985 — Тихая застава — Богдан Нестерук

## Награды и звания
- Орден Трудового Красного Знамени (1960).
- Народный артист Молдавской ССР (1967).
- Орден Республики (1994).